# Nad Berankou
Nad Berankou je přírodní památka poblíž obce Černovice v okrese Blansko. Důvodem ochrany jsou zbytky listnatých suťových porostů, ukázka zvětrávání rul.

## Fotogalerie

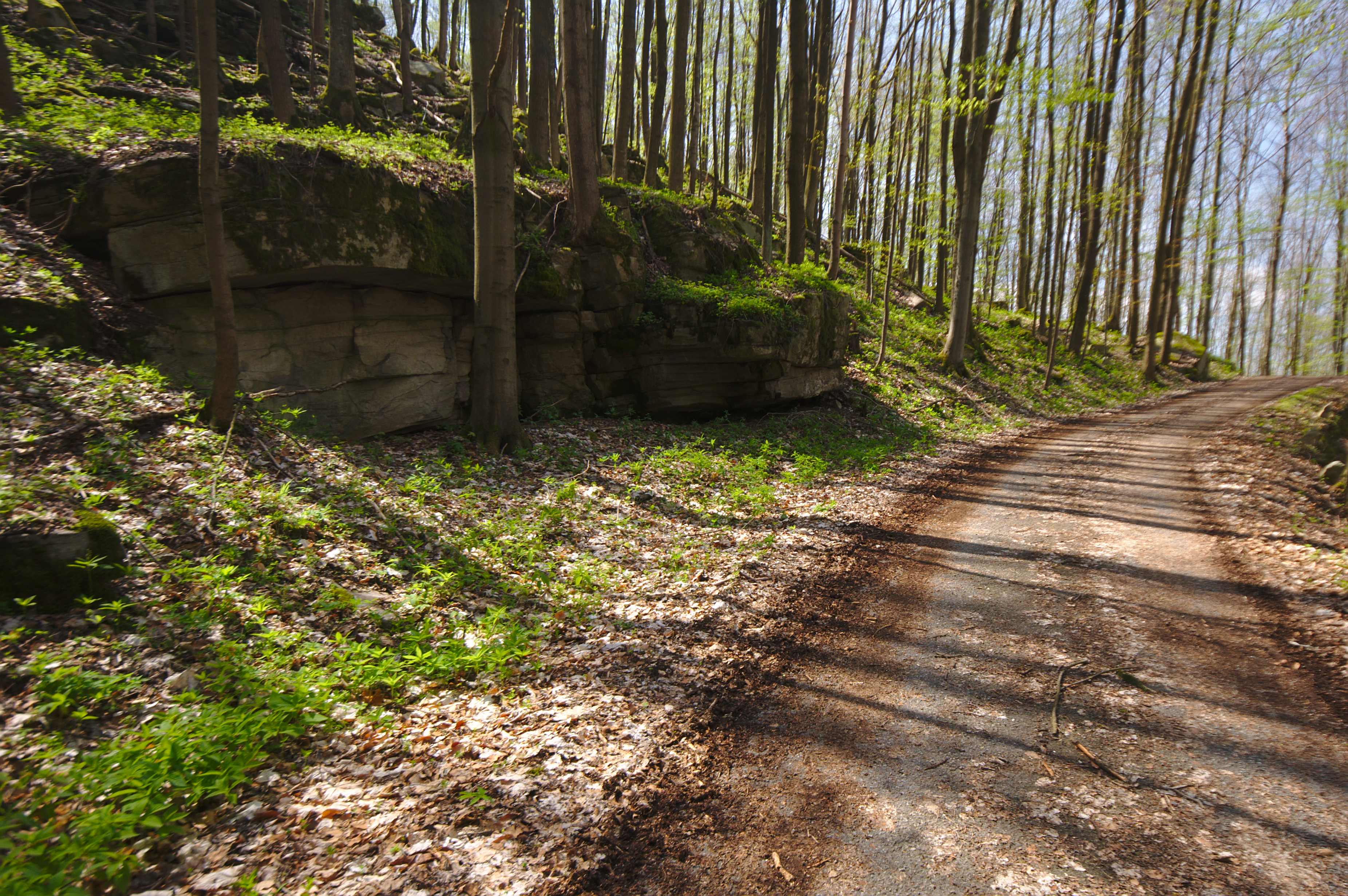
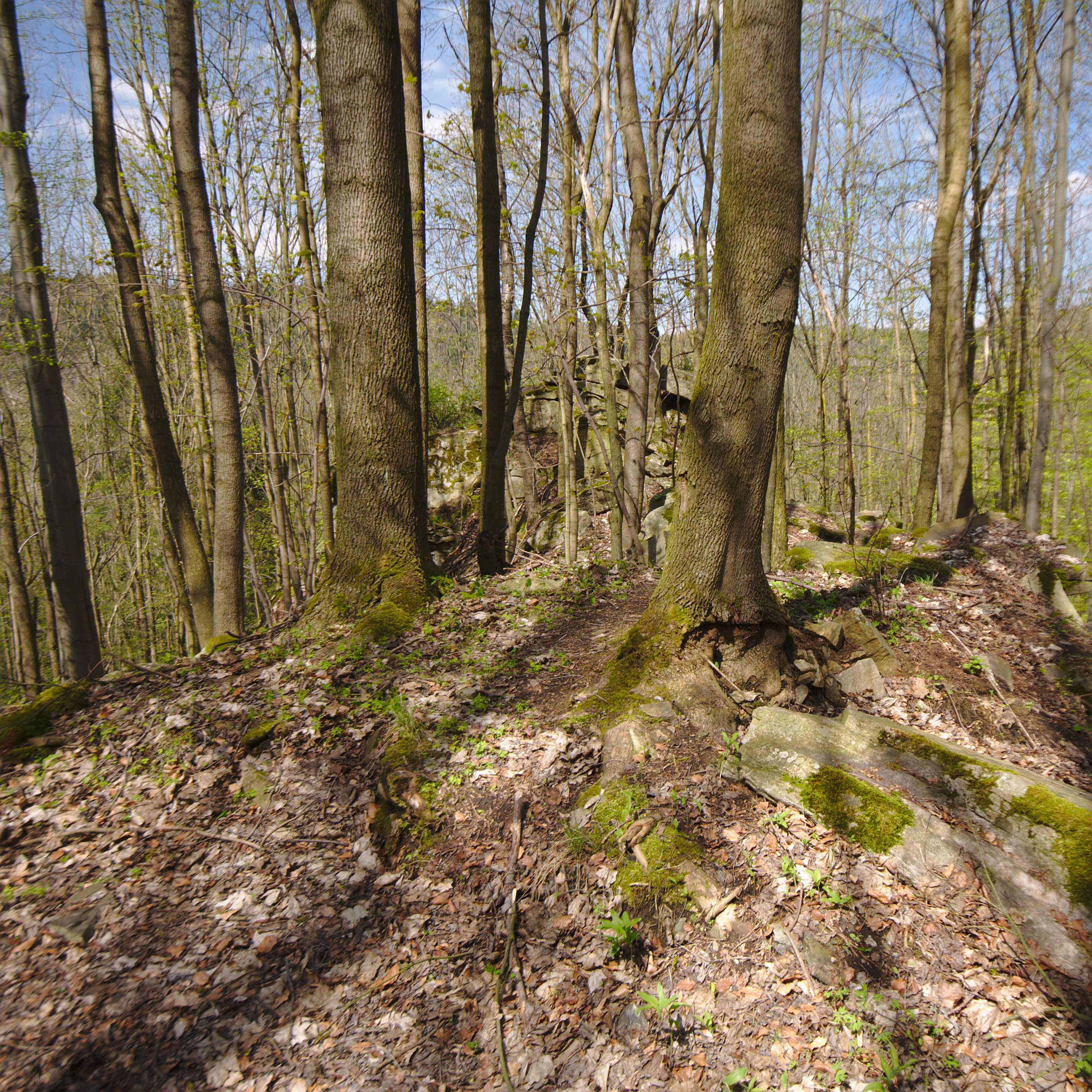
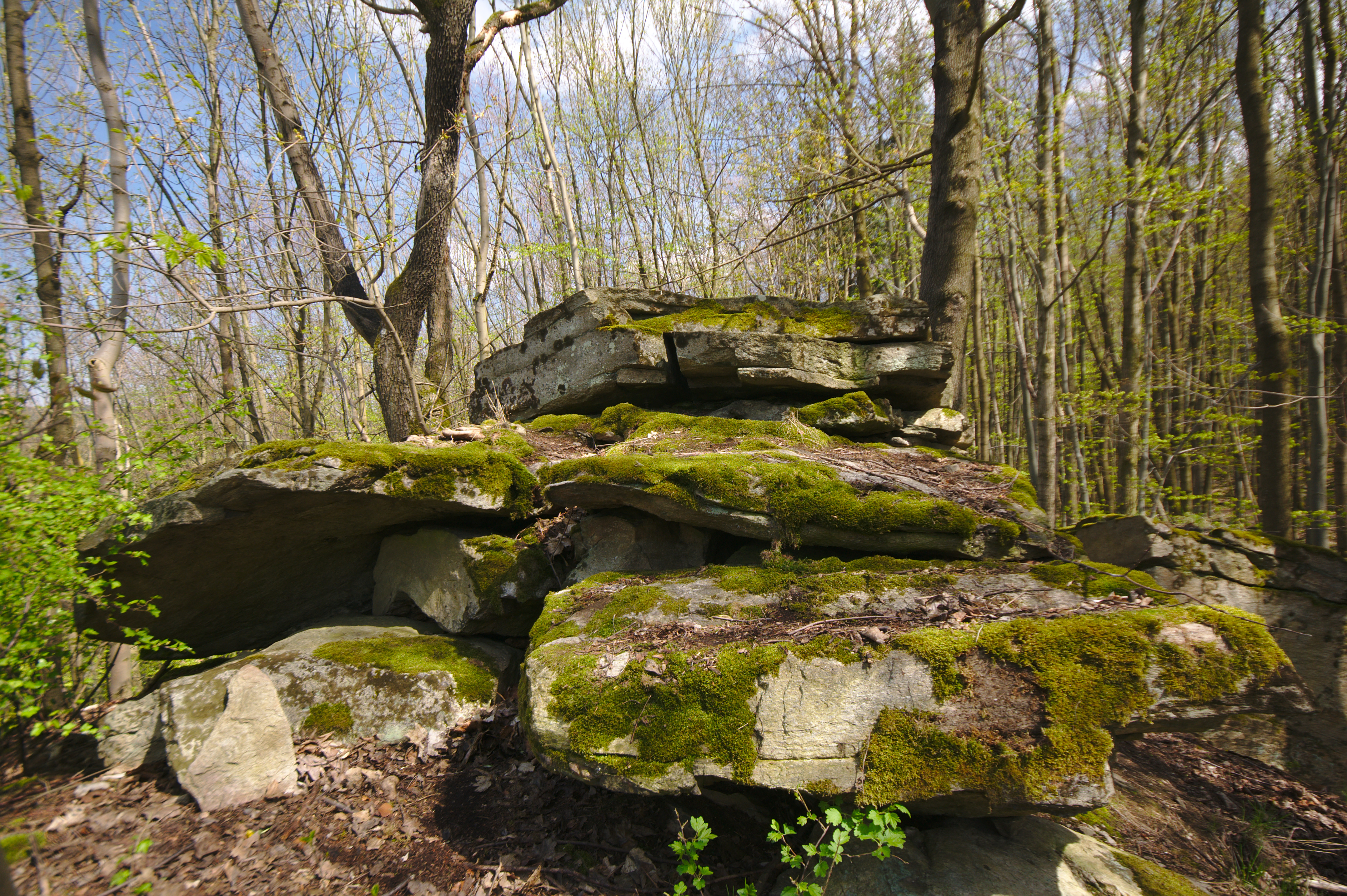
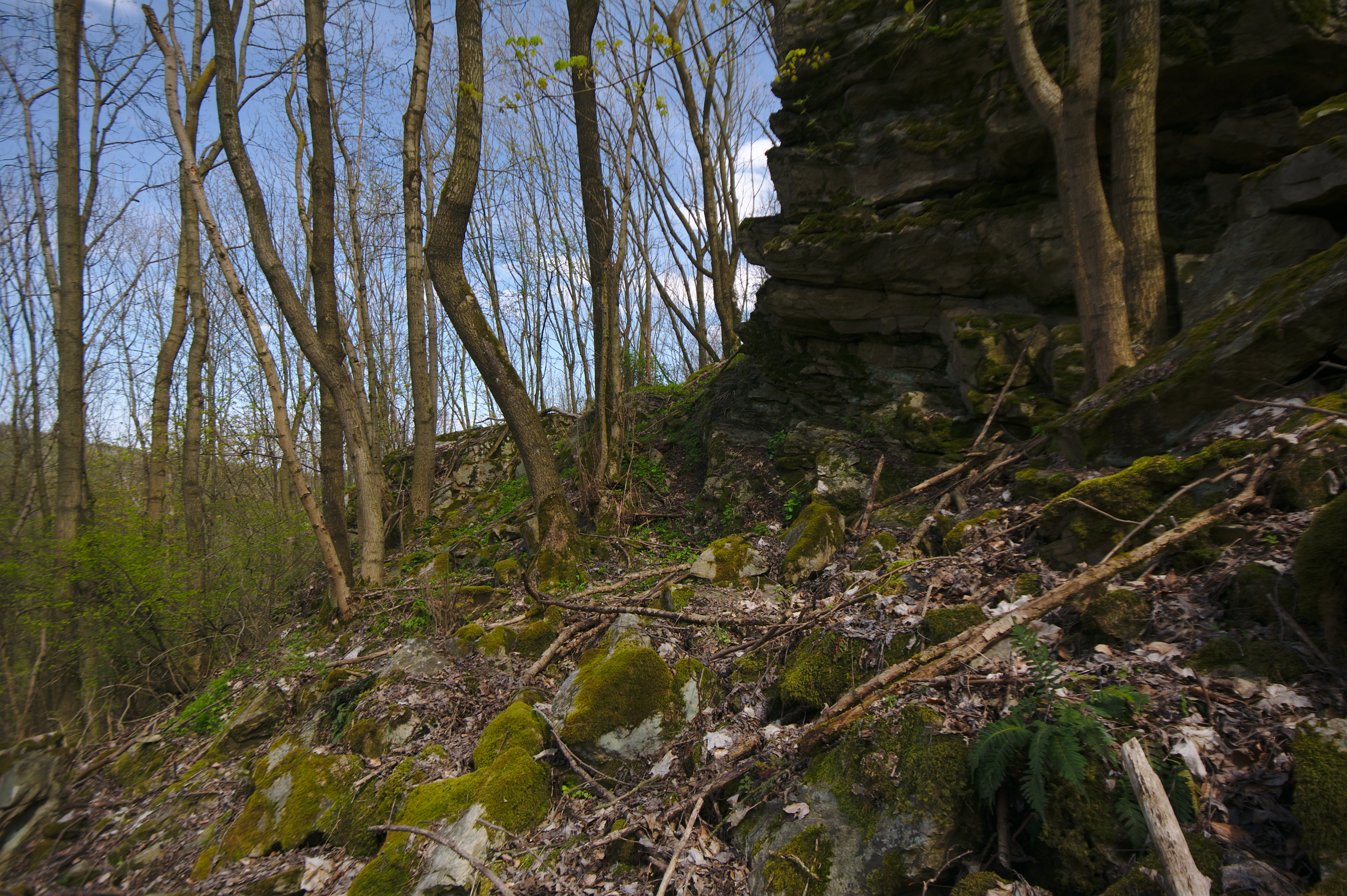
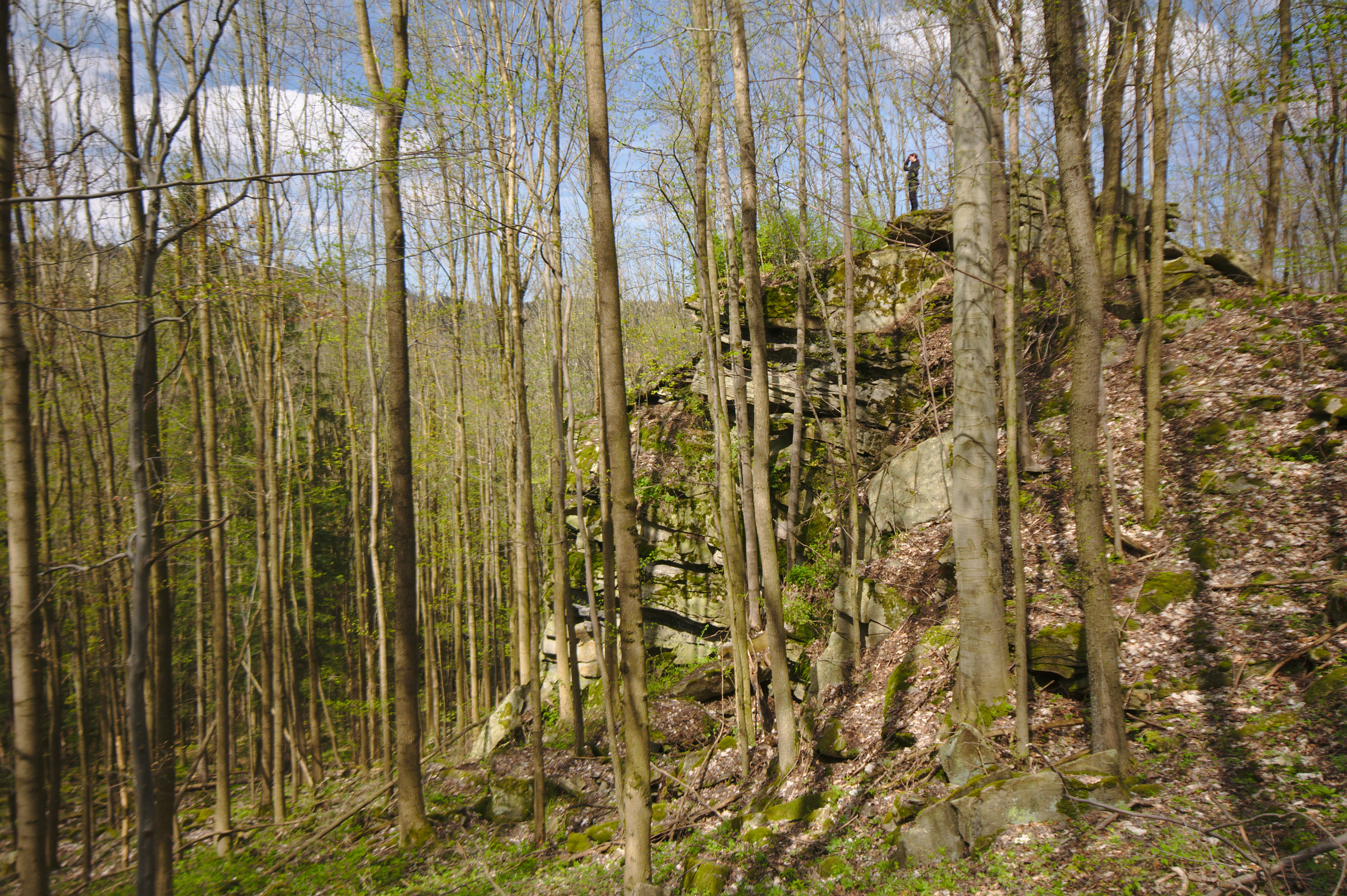